# Karl Wendel

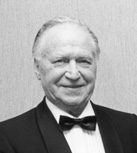
Karl Wendel (1987, bei der Verleihung des Bundesverdienstkreuzes am Bande)

Karl Wendel (* 25. Mai  1912 in Mutscheid; † 30. Oktober 1999 in Nörvenich) war ein deutscher Gastronom.
Seit der Neugründung des Hotel- und Gaststättenverbandes Düren-Jüllich nach dem Zweiten Weltkrieg war Karl Wendel Vorstandsmitgliedes des Verbandes. Besonders große Bedeutung kam seinem Einsatz zu, als er sich 1970 mit dem Gaststättenverband für die Verbindung mit dem nordfranzösischen Valenciennes, der Partnerstadt der Kreisstadt Düren aussprach. In den Nachkriegsjahren gehörte er zu den „Männern der ersten Stunde“, die das am Boden liegende Hotel- und Gaststättengewerbe wieder aufbauten.
Seit 1946 gehörte Karl Wendel dem Sportverein Nörvenich 1919 an. Im Laufe von 40 Jahren war er ununterbrochen Übungsleiter und Vorturner und leitete seit 1982 die Turnabteilung des Vereins. 
13 Jahre lang war Karl Wendel als erster Pächter Kantinenpächter im Soldatenheim auf dem Fliegerhorst Nörvenich. Dabei hat er mit dazu beigetragen, die Integration der Soldaten in den Garnisonsort zu erleichtern.
Wendel gehörte zu denen, die sich nach den Ruhen aller Karnevalsaktivitäten seit 1939 für die Wiederbelebung des Brauchtums Karneval einsetzten. 50 Jahre lang war er Mitglied im örtlichen Karnevalsverein KG Fidele Jonge Nörvenich 1932 e.V.
Karl Wendel war Träger des Bundesverdienstkreuzes am Bande und der Silbernen und Goldenen Ehrennadel des Hotel- und Gaststättenverbandes NRW. Neben vielen ehrenamtlichen Tätigkeiten hat er sich große Verdienste um den Ort Nörvenich erworben. 